# Ontsnappingsraket

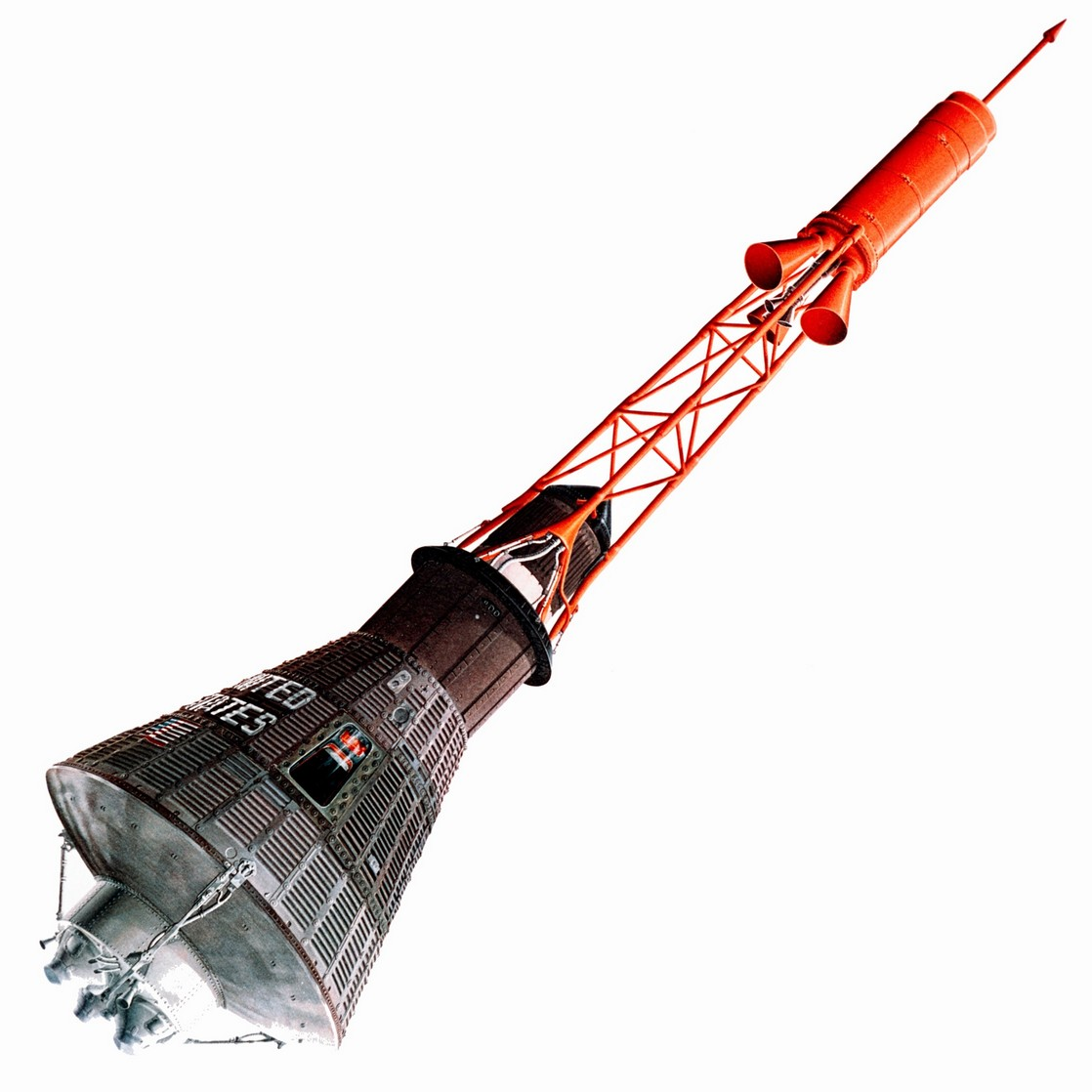
Mercurycapsule met de ontsnappingsraket er nog op

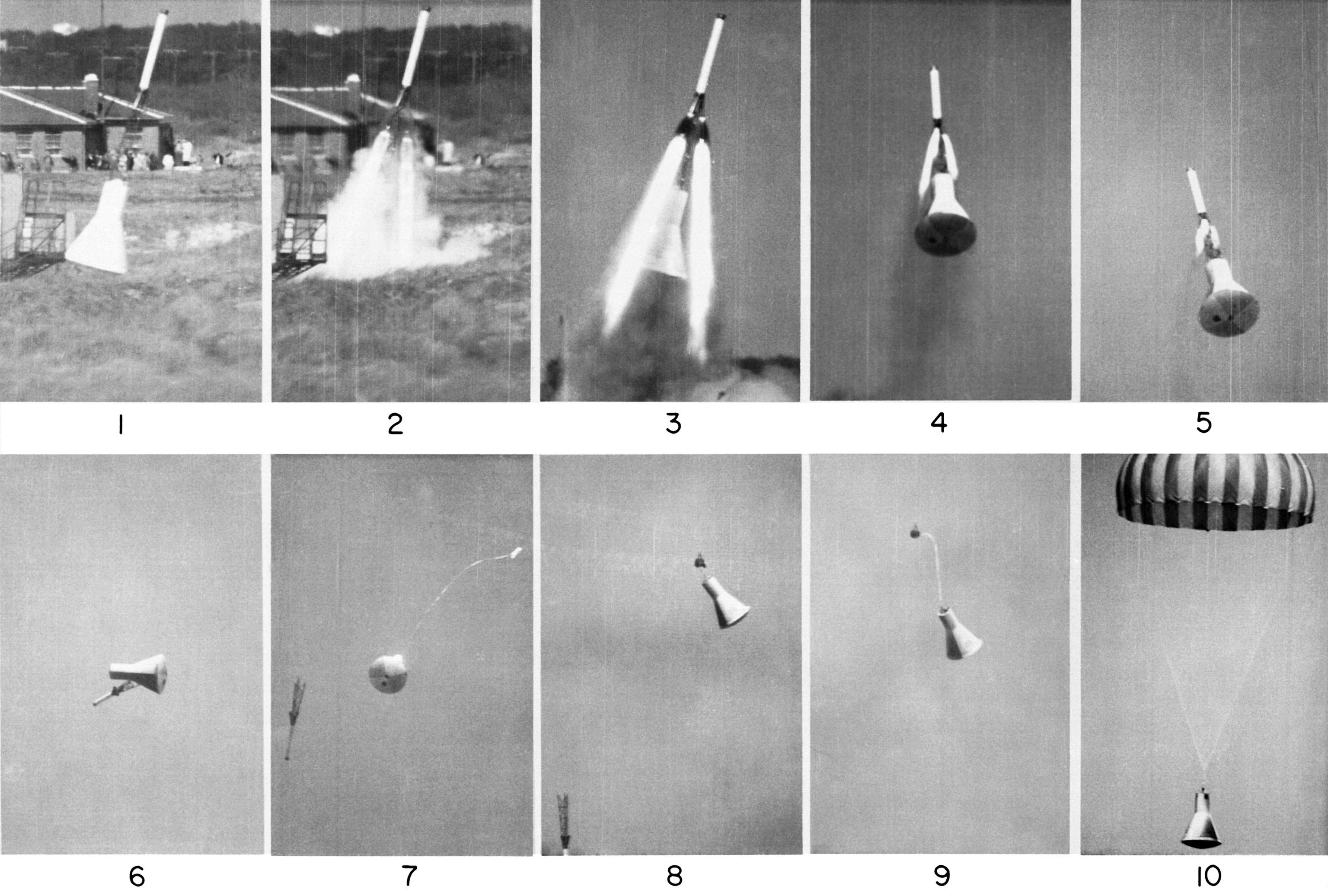
Pad abort test van een Mercury-boilerplate.

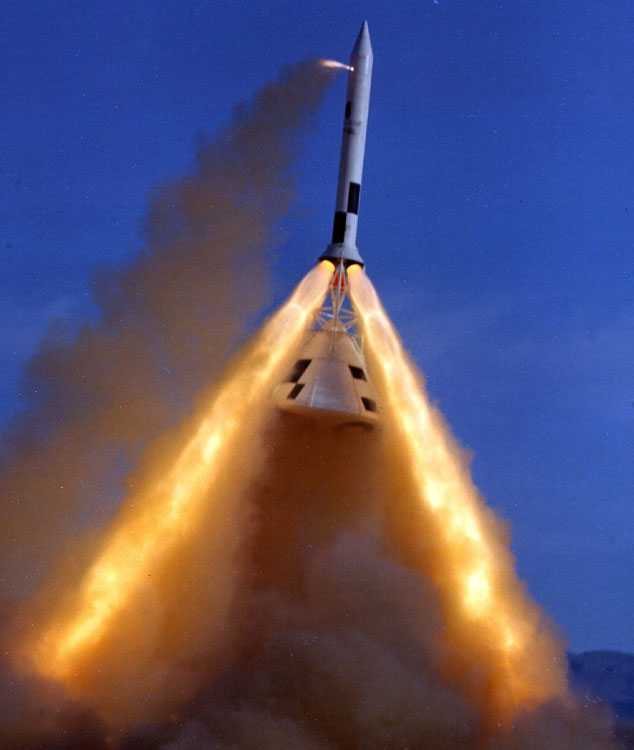
Apollo Launch Escape System (LES) met ontstoken motoren

Een ontsnappingsraket (Engels launch escape system (LES) of launch abort system (LAS)) is een onderdeel van raketten voor bemande ruimtevaart dat de levens van de astronauten kan redden, als er iets mis gaat met de draagraket tijdens de lancering.
Als de ontsnappingsraket wordt geactiveerd, trekt of duwt deze de bemanningscapsule ver boven de raket die in problemen is en naast het traject dat die raket zou moeten volgen zodat de capsule niet meer in botsing met de draagraket of de brokstukken daarvan kan komen. Daarna landt de capsule veilig aan een parachute. Onder andere de Apollo CSM, de Mercury-capdules en de Sojoez zijn uitgerust met dit systeem.
Er zijn drie type ontsnappingsraketten. 
- Een ontsnappingstoren die bovenop de capsule zit en de capsule van de draagraket wegtrekt. Deze wordt of werd gebruikt voor capsules van het type Mercury, Sojoez, Apollo CSM, en Orion.
- Een pusher bestaand uit een of meer motoren die onder de capsule of de service module zitten en de capsule los duwen. De New Shepard is met een enkelvoudige pusher onder de capsule uitgerust en de Starliner is voorzien van vier RS-88-motoren die zowel als pusher ontsnappingsmotoren als voor voortstuwing in de ruimte dienen.
- Er zijn ontsnapingsraketten die aan de zijkant van de capsule zitten. Deze zijn terug te vinden op de Crew Dragon. Dit concept werd in 2009 door NASA getest met een techniekdemonstrator genaamd Max Launch Abort System (MLAS).

Een ontsnappingstoren heeft vrijwel altijd een vastebrandstofmotor. Een enkelvoudige pusher kan ook op vaste brandstof werken. Bij meervoudige pushers of aan de zijkant gemonteerde ontsnappingsraketten wordt meestal een drukgevoede vloeibare,hypergolische brandstof gebruikt omdat de hoeveelheid stuwkracht van de motoren op elkaar en de situatie afgestemd dient te zijn. Van belang is dat de motoren zeer snel te starten zijn. Andere type raketmotoren die een of meer brandstofpompen gebruiken zijn ongeschikt omdat de opstarttijd te lang duurt. 
Een voordeel van de ontsnappingsmotoren aan de zijkant of op de onderzijde van de capsule is dat deze na de vlucht mee terug naar de aarde komen en tijdens een volgende vlucht weer gebruiksklaar kunnen zijn. Wanneer een ontsnappingstoren wordt gebruikt dan wordt deze na enkele minuten losgekoppeld waarop deze wordt ontstoken om weg te vliegen van de capsule. Na het afvuren van de ontsnappingstoren geldt de voortstuwing van de servicemodule tijdens het resterende deel van de lancering als ontsnappingsmotoren. Op deze manier wordt de extra massa overboord gezet. De Sojoez heeft ook nog een tweede set ontsnappingsmotoren aan de onderzijde van de neuskegel die in de minuten tussen het afvuren van de ontsnappingstoren en het afwerpen van deze omhulling voor voldoende stuwkracht kunnen zorgen om van een falende draagraket weg te komen. Pushers die onderdeel zijn van een service module gaan aan het eind van de vlucht verloren wanneer de servicemodule wordt afgekoppeld.

## Voorvallen waarbij de ontsnappingsraket werd gebruikt
- Een ontsnappingsraket is voor het eerst gebruikt op 26 september 1983 om de bemanning van de Sojoez T-10-1 te redden toen de raket voor de lancering op het platform in brand vloog en explodeerde.
- Tijdens de lancering van Sojoez MS-10 werd de tweede set ontsnappingsmotoren gebruikt toen de draagraket ontplofte.
- In 2022 gebruikte een onbemande New Shepard capsule tijdens vlucht NS23 zijn ontsnappingsraket om van de falende draagraket weg te komen.

## Trivia
- NASA’s ruimteschepen Gemini en de Spaceshuttle beschikten niet over een ontsnappingsmotor. De Gemini en de eerste spaceshuttle vluchten waren met schietstoelen uitgerust waarvan de veilige werking wordt betwijfeld. Parachutes zouden smelten of verbranden in de hitte van een doorvliegende of exploderende raket als ze tijdens bepaalde delen van de vlucht zouden worden geactiveerd.